# Carl Götzloff
Carl Wilhelm Götzloff (né le 27 septembre 1799 à Dresde, mort le 18 janvier 1866) était un peintre saxon.

## Biographie
Né à Dresde, Carl Wilhelm Götzloff est le plus jeune d'une famille de trois enfants. Il étudie à l'École supérieure des beaux-arts de Dresde entre 1814 et 1821 auprès de Caspar David Friedrich et Johan Christian Dahl en particulier. Au début des années 1820 il remporte plusieurs prix pour ses tableaux de paysages. Entre 1822 et 1824 il voyage en Italie, en Sicile et à Malte. Sa femme meurt en 1855, et il rencontre des difficultés financières à la fin de sa vie.

## Galerie

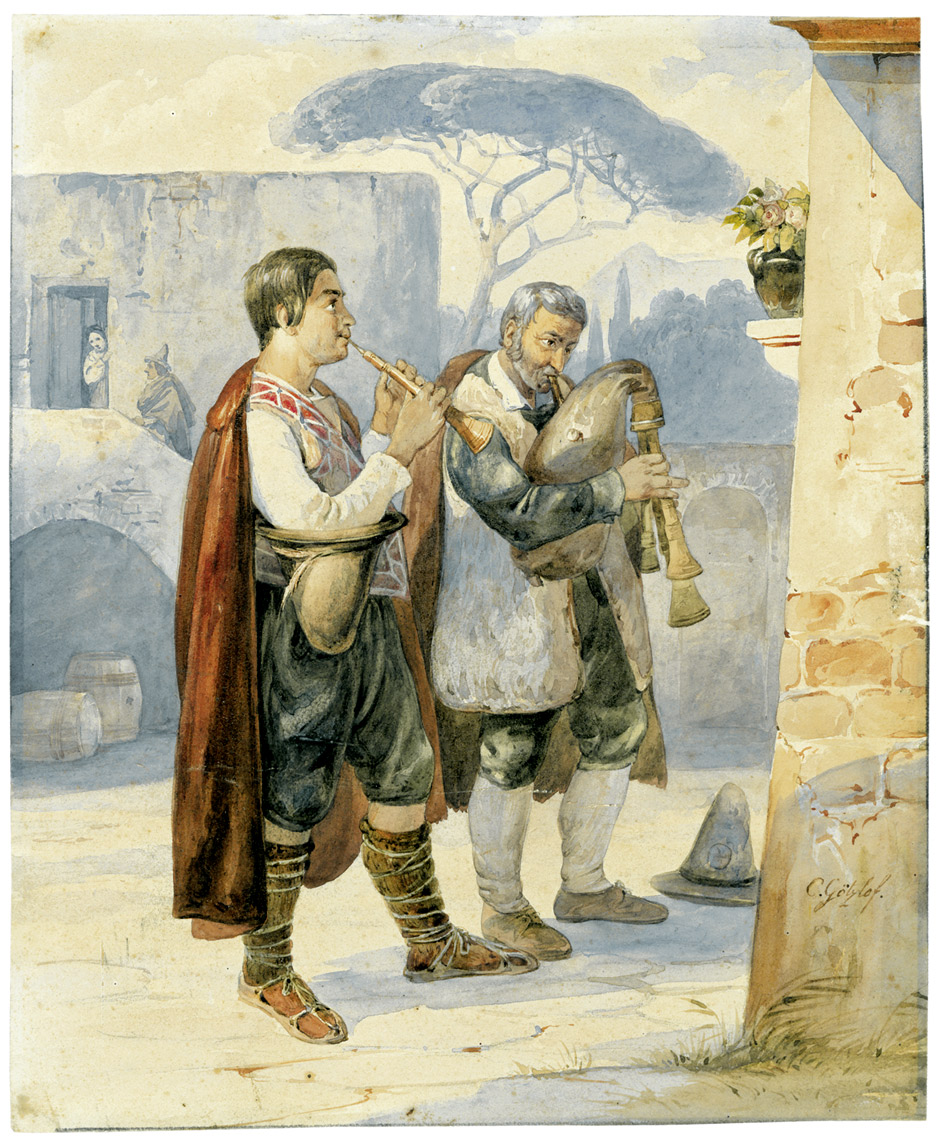
Deux joueurs de flûte
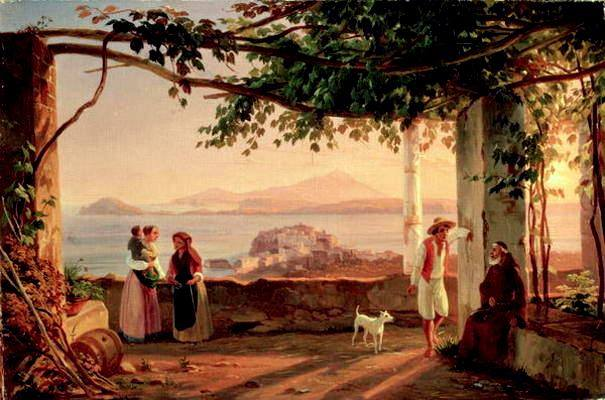
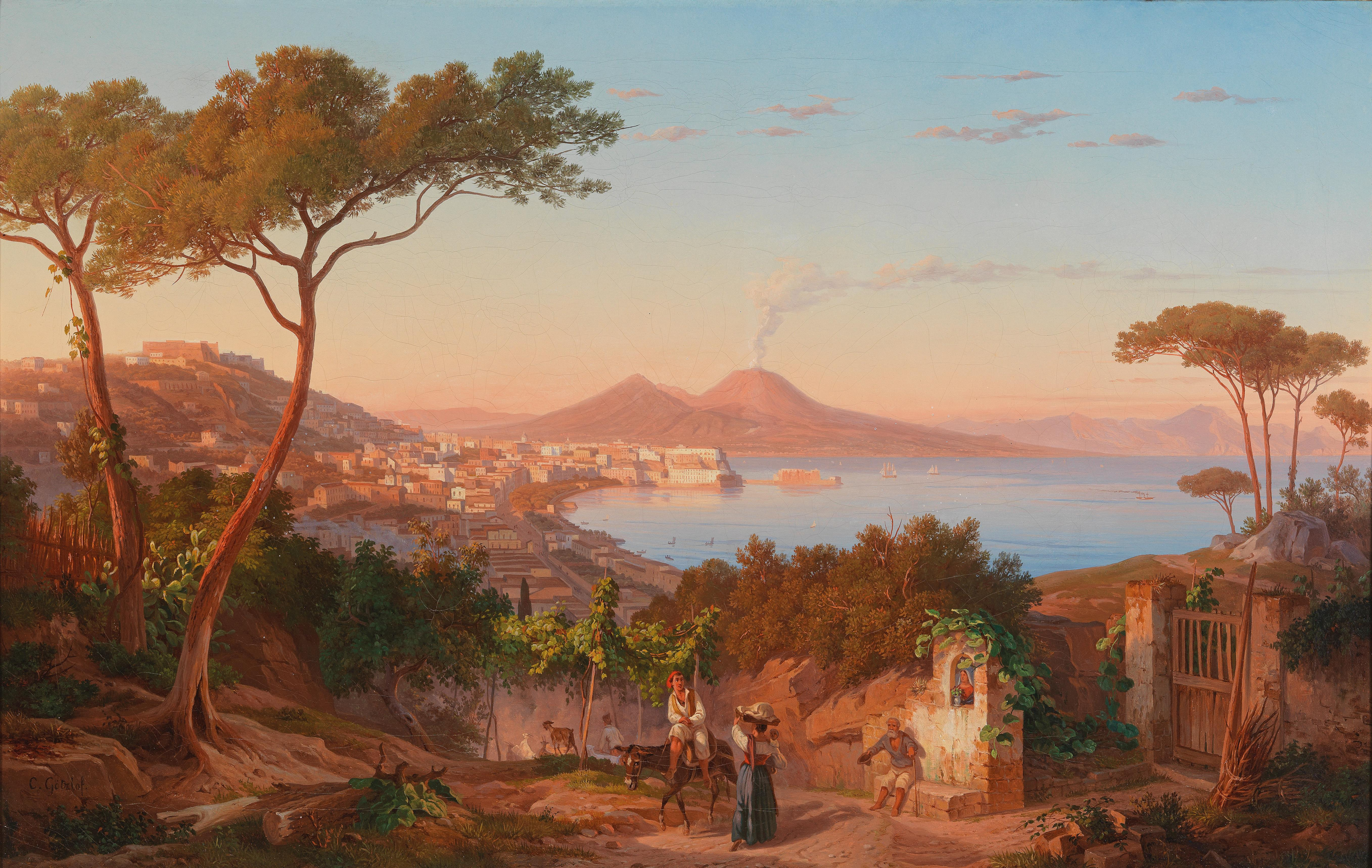
Vue sur la baie de Naples